# Apolemichthys trimaculatus
Apolemichthys trimaculatus е вид лъчеперка от семейство Pomacanthidae. Видът е незастрашен от изчезване.

## Разпространение и местообитание
Разпространен е в Австралия, Американска Самоа, Британска индоокеанска територия, Вануату, Гуам, Индия, Индонезия, Кения, Коморски острови, Мавриций, Мадагаскар, Майот, Малайзия, Малдиви, Мианмар (Коко острови), Микронезия, Мозамбик, Нова Каледония, Остров Рождество, Палау, Папуа Нова Гвинея, Провинции в КНР, Реюнион, Самоа, Северни Мариански острови, Сейшели, Соломонови острови, Сомалия, Тайван, Тайланд, Танзания, Тонга, Фиджи, Филипини, Шри Ланка, Южна Африка и Япония.
Среща се на дълбочина от 2 до 100 m, при температура на водата от 23,5 до 28,9 °C и соленост 34,2 – 35,4 ‰.

## Описание
На дължина достигат до 26 cm.
Популацията на вида е стабилна.